# Fundación Nippon
La Fundación Nippon (en inglés Nippon Foundation) de Tokio (Japón) es una organización privada sin ánimo de lucro que concede subvenciones. Fue creada en 1962 por Ryoichi Sasakawa. La misión de la fundación es dirigir los ingresos de las regatas de lanchas motoras japonesas hacia actividades filantrópicas, y utiliza este dinero para perseguir el desarrollo marítimo mundial y la ayuda a la labor humanitaria, tanto en el país como en el extranjero. En el ámbito humanitario, se centra en campos como el bienestar social, la salud pública y la educación. La fundación también ha sido criticada por promover el revisionismo histórico japonés, en particular por encubrir los crímenes de guerra japoneses cometidos en la Segunda Guerra Mundial.
Además desde 2003 la fundación promueve la lengua de signos y ha apoyado la enseñanza a través de la lengua de signos en su trayectoria, con el objetivo de permitir que las personas sordas participen plenamente en la sociedad, en este sentido, crearon becas para personas sordas en la Universidad de Gallaudet y el instituto nacional técnica para sordos (NTID) de Estados Unidos. También la fundación financió y estableció en el Centro de Lingüística de Signos y Estudios de Sordos (CSLDS) de la Universidad China de Hong Kong (CUHK) el Programa de Investigación y Capacitación en Lingüística de Signos de Asia Pacífico para ofrecer oportunidades de capacitación para sordos y oyentes estudiantes.

## Liderazgo
- 1962–1995 - Ryoichi Sasakawa: empresario, político, filántropo.
- 1996-2005 - Ayako Sono: novelista.
- 2005-presente - Yōhei Sasakawa:[4] Embajador de Buena Voluntad de la OMS para la Eliminación de la Lepra , enviado especial del gobierno de Japón para la Reconciliación Nacional en Myanmar.

## Historia
En 1962, la Fundación Nippon se estableció bajo los auspicios de la Ley Japonesa de Carreras de Lanchas. La ley y la fundación fueron iniciativas de Ryoichi Sasakawa quien, como presidente, las utilizó tanto para ayudar a reconstruir el sector de la construcción naval japonesa como para llevar a cabo actividades filantrópicas en todo el mundo. Este sistema de utilizar los ingresos del juego para proporcionar ayuda a los sectores necesitados era novedoso en Japón. En el campo del bienestar público, la fundación persiguió iniciativas orientadas a los jóvenes como la construcción de instalaciones deportivas, la construcción de guarderías y la promoción de la educación en seguridad vial, así como a construir bancos de sangre en todo el país.
La fundación persiguió iniciativas orientadas a los jóvenes como la construcción de instalaciones deportivas, la construcción de guarderías y la promoción de la educación en seguridad vial. Además, comenzó a donar clínicas móviles y móviles de sangre, así como a construir bancos de sangre en todo el país.

#### 1970-1980
En la década de 1970, la fundación continuó sus esfuerzos para mejorar los servicios sociales a través de medidas como la distribución de ambulancias, la capacitación en el uso de equipos de extinción de incendios, el desarrollo de medidas preventivas de terremotos. También donó barcos médicos para brindar asistencia médica a las personas que viven en islas remotas en el mar interior de Japón.
En 1971, comenzó su trabajo en el extranjero y en 1974 estableció la Sasakawa Memorial Health Foundation con el propósito de eliminar la lepra como problema de salud pública, un esfuerzo que ha resultado en su eliminación en todos menos uno de los 122 países donde la enfermedad fue inicialmente prevalente.

#### 1981-1990
En el frente del apoyo cooperativo internacional, la fundación se involucró fuertemente en el socorro en casos de desastre, enviando ayuda para apoyar a las víctimas de desastres importantes en países de todo el mundo y estableciendo el Premio Sasakawa de las Naciones Unidas para el socorro en casos de desastre.
Las iniciativas de salud que comenzaron en esta década incluyen el establecimiento del premio de salud Sasakawa de la OMS y un proyecto masivo para ayudar a las víctimas del desastre de la energía nuclear de Chernobyl, debido a esto la fundación gastó un total de más de 50 millones de dólares durante diez años, examinando más de 200.000 niños por cáncer de tiroides.
Finalmente, como parte de su programa de desarrollo de recursos humanos, la fundación creó el Sasakawa Young Leaders 'Fellowship Fund', un programa que eventualmente establecería fondos millonarios en un total de 68 universidades importantes de todo el mundo.

#### 1991-2000
La fundación también comenzó a donar vehículos especialmente equipados a instalaciones y colectivos de asistencia social, lo que les permite brindar servicios de movilidad a personas mayores y discapacitadas.

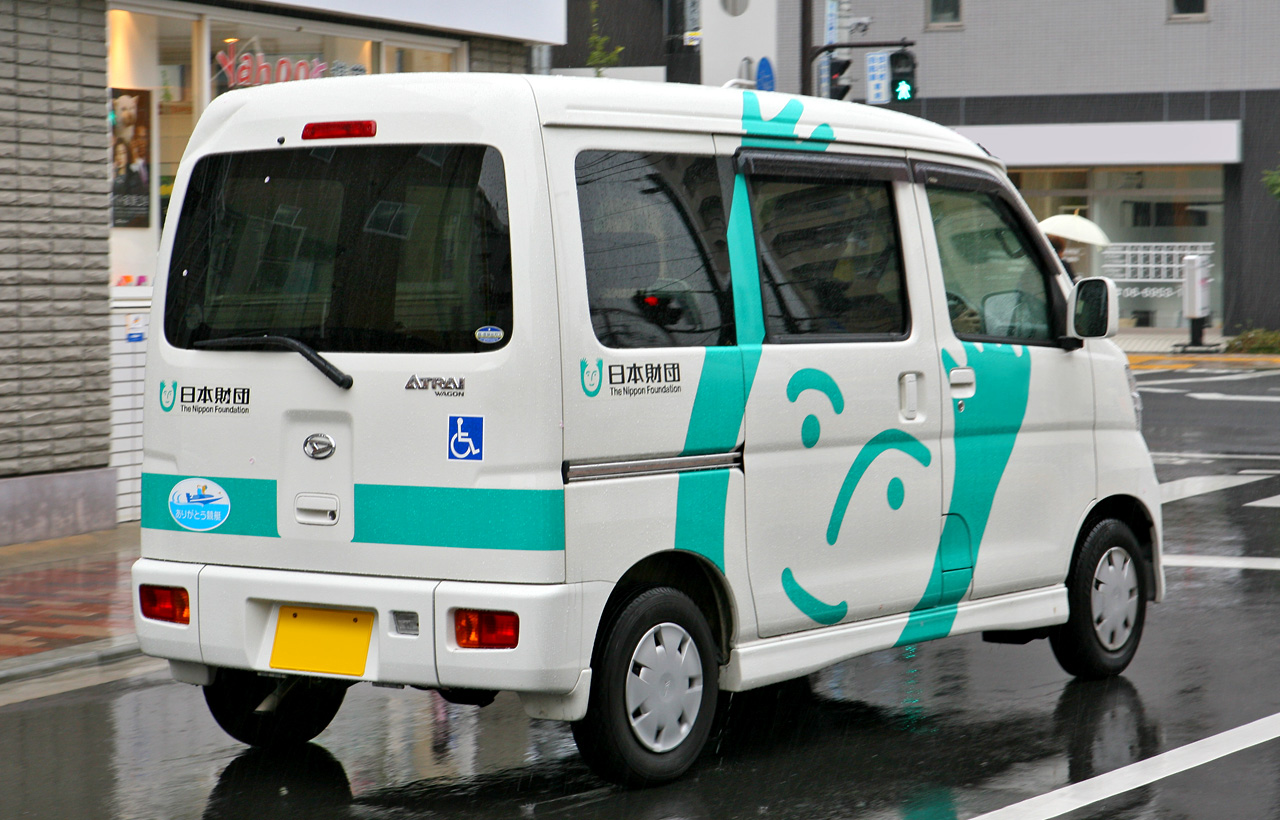
Vehículo con rampa para personas en silla de ruedas

#### 2000-2011
En asuntos internacionales, la fundación ha construido más de 100 escuelas primarias en Myanmar y 100 en Camboya.
También organizó un simposio internacional de expertos sobre radiación y riesgos para la salud en Fukushima en respuesta a la exposición a la radiación por el incidente de la Central Nuclear de Fukushima Daiichi después del Gran Terremoto de Japón de 2011.

#### Actualidad
La Fundación Nippon ha anunciado que está preparando 10.000 camas para pacientes con síntomas leves o asintomáticos para evitar el colapso de los servicios sanitarios en los hospitales de Japón debido al gran número de personas infectadas con la COVID-19.
También entre los días 16 y 20 de julio de 2021 llevó a cabo una encuesta dirigida a 1.000 jóvenes de entre 17 y 19 años para conocer su opinión sobre la presente pandemia, al preguntarles si se habían vacunado contra la COVID-19, el 19,6% de los encuestados contestaron que lo habían hecho (incluyendo a aquellos que solo habían recibido la primera dosis) o que ya habían pedido cita para la inoculación. Un 36,6% deseaba vacunarse pero no había conseguido pedir cita aún. No obstante, también había un 21,3% que no se iba a vacunar y un 22,5% que no había tomado una decisión aún al respecto.
En el 2020 la fundación nippon impulso el proyecto Tokyo Toilet y ha instalado en varios parques de la ciudad unos innovadores baños públicos caracterizados por estar cubiertos de un cristal transparente cuyos cristales se vuelven opacos al activarse.

## Finanzas
Según reportó la fundación en 2017 el presupuesto total de la Fundación para el nuevo año fiscal es de aproximadamente ¥ 30,9 mil millones (270 708 320.44 USD aprox)  y se han finalizado los planes para 414 actividades.
En 2021 la fundación nippon se une como Global Impact Partner invirtiendo 5 millones de dólares en la red de consejeros delegados globales comprometidos con la inclusión de la discapacidad en los negocios (The Valuable 500).

## Controversias

### Programa Nacional de Salud Reproductiva y Planificación Familiar de Perú
Según las conclusiones de la Comisión Investigadora nombrada por el Congreso de Perú, la Fundación Nippon fue una de las organizaciones que proporcionó apoyo financiero para las esterilizaciones forzosas de peruanos empobrecidos, inicialmente expuestas en los documentos filtrados del Plan Verde y posteriormente ejecutadas por el gobierno de Alberto Fujimori como parte de su Programa Nacional de Población. 